# Jakub z Edessy
Jakub z Edessy (ur. około 640, zm. 708) – syryjski teolog i egzegeta chrześcijański, historyk i gramatyk, duchowny Syryjskiego Kościoła Ortodoksyjnego.
Pochodził z ʿEn-deba niedaleko Antiochii Syryjskiej. Został mnichem, pobierał nauki w klasztorze w Qinnasrin. Około 684 roku został wybrany biskupem Edessy. Jego próba wprowadzenia sztywnej dyscypliny duchowej spotkała się z oporem lokalnego kleru i w 689 roku złożył swój urząd, osiadając w klasztorze w Teledzie, gdzie poświęcił się pracy naukowej.
Napisał m.in. zbiór homilii, gramatykę języka syryjskiego i fragmentarycznie zachowaną kronikę kontynuującą narrację kroniki Euzebiusza z Cezarei. Przetłumaczył także z greki homilie Sewera z Antiochii. Około 705 roku sporządził zrewidowane tłumaczenie Starego Testamentu na język syryjski, posługując się tekstem Peszitty oraz Septuaginty zaczerpniętym z Hexapli. Jest to w zasadzie wspólna rewizja obu tych wersji. Do czasów współczesnych przekład Jakuba zachował się jedynie we fragmentach.